# Sören Öholm
Erik Sören Emanuel Öholm, född 10 oktober 1930 i Fivelstads församling i Östergötlands län, död 16 april 2009 i Eksjö församling, var en svensk skolledare och folkpartistisk politiker.

## Biografi
Öholm var son till baptistpastorn Erik Öholm (1893–1965) och Astrid Gustafsson (1901–1977). Hans yngre bror var journalisten Siewert Öholm. Han var även farbror till Oskar Öholm.
Efter studentexamen i Eksjö 1950 tog han folkskollärarexamen i Jönköping 1953. Han blev folkskollärare i Hälleberga 1954, extra ordinarie ämneslärare i Finspång 1957, tillförordnad rektor för Finspångs folkskola 1959 och gick över till Gnosjö folkskola 1960 men flyttade vidare samma år. Sören Öholm blev rektor för grundskolan i Lenhovda och skolchef i Lenhovda köping 1960 samt därefter rektor för grundskolan i Finspång från 1964. Han var också deltidsanställd rektor vid Finspångs yrkesskola 1958–1959 och Lenhovda yrkesskola 1961–1963. Efter en tid som skolchef i Söderköping kom han 1971 till Eksjö, där han då blev rektor för grundskolan, var skoldirektör 1975–1991 och sedan var barn- och utbildningschef.
Han var sekreterare i skolstyrelsen 1959–1964, ordförande i samarbetsorgan för ungdomsfrågor 1962–1964 samt vice ordförande i nykterhetsnämnden 1963–1964. Folkpartist sedan unga år satt han i kommunfullmäktige i Eksjö från 1970-talet och 1982–2002 i landstingsstyrelsen för Jönköpings län. Han var även landstingsråd i majoritet under en tid. Han var engagerad för införande av husläkare och vårdgaranti. Under lång tid var han styrelseledamot av Eksjö missionsförsamling och en tid även dess ordförande.
Sören Öholm gifte sig 1953 med Karin Gustafson (född 1931), dotter till häradsdomaren Robert Gustafson och Margit Karlsson. De fick en son Ulf Öholm (född 1954, död samma år) och en dotter Gun-Ann Öholm Jansson (född 1958), som också blev skolledare. Sören Öholm är begraven i familjegrav på Sankt Lars kyrkogård i Eksjö.